# 2009년 전국체육대회
제90회 전국체육대회는 2009년 10월 20일부터 2009년 10월 26일까지 대한민국 대전광역시 일원에서 개최되었다.
해외 동포선수단을 재외 한인체육단체 선수단으로 명칭을 변경하였으며, 동호인 참가종목이 추가되었다. 수중종목을 핀수영으로 명칭을 변경하고, 개최지 시·도에 가산점을 확대하였다.(10%→20%)

## 개요
- 대회명칭 : 제90회 전국체육대회
- 개최기간 : 2009년 10월 20일 ~ 2009년 10월 26일
- 개최지 : 대전광역시
- 구호 : 마음을 하나로! 대전을 세계로!
- 참가인원 : 24,600명(선수 : 18,300명,/임원 : 6,300명)
- 종별 : 일반부, 대학부, 고등부
- 마스코트 : 한꿈이와 소망이

## 종목

### 정식종목
- 육상, 수영, 축구, 야구, 테니스, 정구, 농구, 배구, 탁구, 핸드본, 럭비, 사이클, 복싱, 레슬링, 역도, 씨름, 유도, 검도, 궁도, 양궁, 사격, 승마, 체조, 하키, 펜싱, 배드민턴, 태권도, 조정, 볼링, 인라인롤러, 요트, 근대5종, 카누, 골프, 보디빌딩, 우슈, 수중, 세팍타크로, 소프트볼, 트라이애슬론, 스쿼시

### 시범종목
- 당구, 산악, 댄스스포츠

## 종합순위
- 시도별 득점 순위

1. 경기도 : 78,236
2. 서울특별시 : 58,798
3. 대전광역시 : 58,427
4. 경상북도 : 52,437
5. 경상남도 : 48,022
6. 충청남도 : 47,998
7. 인천광역시 : 46,744
8. 강원도 : 41,305
9. 부산광역시 : 41,232
10. 전라남도 : 37,799
11. 전라북도 : 34,858
12. 대구광역시 : 34,264
13. 충청북도 : 31,063
14. 광주광역시 : 29,984
15. 울산광역시 : 24,345
16. 제주특별자치도 : 12,159

### 최우수 선수상
최우수 선수상은 한국체육기자연맹 기자단의 투표로 결정된다.
- 최우수 선수상(MVP) : 김하나 (경상북도/육상)

- 여자 일반부 100m, 200m에서 한국신기록, 400m 계주에서 한국신기록, 1,600m 계주 금메달을 획득하여 대회 4관왕 달성